# Maximilian Heinrich Droste zu Vischering
Maximilian Heinrich Droste zu Vischering (* 24. März 1749; † 16. Juli 1801 in Dülmen) war Domherr in Münster.

## Leben

### Herkunft und Familie
Maximilian Heinrich Droste zu Vischering entstammte der westfälischen Adelsfamilie Droste zu Vischering, einer der ältesten und bedeutendsten Familien im Münsterland, aus der zahlreiche namhafte Persönlichkeiten hervorgegangen sind. Er war der Sohn des Adolf Heidenreich Droste zu Vischering und dessen Gemahlin Antoinette Maria Johanna von Ascheberg zu Botzlar, Tochter von Reinhard Hugo von Ascheberg zu Botzlar (1660–1728) und Katharina Theodora von Büren zu Mengede (1680–1729). Maximilians Vater war der Erbauer des Erbdrostenhofs in Münster. Sein Bruder Clemens August Maria Droste zu Vischering trat die Nachfolge seines Vaters als Drost an. Dessen Söhne waren Clemens August (1773–1845, Erzbischof von Köln), Kaspar Maximilian (1770–1846, Bischof von Münster) und Franz Otto (1771–1826, Domherr in Münster).

### Werdegang und Wirken
Christoph Heinrich kam im Jahre 1772 durch den Verzicht des Domherrn Ferdinand Joseph von Plettenberg in den Besitz einer Dompräbende in Münster. Im Gegensatz zu den Mitgliedern seiner Familie, die Franz Wilhelm von Fürstenberg unterstützte, war Maximilian Heinrich einer seiner Gegner. Er war Inhaber der Obedienz Hiddingsel und des Oblegiums Holthusen major. Als Subdiakon war er auf eine Dispens des Papstes zum Eingehen einer Ehe angewiesen. Als diese erteilt worden war, gab er seine Ämter auf, verkaufte seine Obedienz für 650 Reichstaler und verzichtete zugunsten seines Neffen Kaspar Maximilian auf seine Pfründe in Münster. Er heiratete am 24. September 1790 die Nottulner Kanonisse Amalia Sophia von Vincke.